# Paradoxostoma turnerae
Paradoxostoma turnerae är en kräftdjursart som beskrevs av Rosalie F. Maddocks och Steineck 1987. Paradoxostoma turnerae ingår i släktet Paradoxostoma och familjen Paradoxostomatidae. Inga underarter finns listade i Catalogue of Life.